# Porte de Charenton (stanice metra v Paříži)
Porte de Charenton je nepřestupní stanice pařížského metra na lince 8 ve 12. obvodu v Paříži. Nachází se pod Boulevardem Poniatowski. V roce 2012 bude do stanice prodloužena tramvajová linka T3 od stanice Porte d'Ivry.

## Historie
Stanice byla otevřena 5. května 1931, když sem byla prodloužena linka ze stanice Richelieu – Drouot. Až do 5. října 1942 sloužila jako konečná, než byla trať rozšířena do stanice Charenton – Écoles.

## Název
Jméno stanice je odvozeno od názvu staré brány („la porte“ = brána), kterou procházela cesta z Paříže do sousedního města Charenton-le-Pont. Jednalo se o císařskou silnici číslo 5, která vedla až do Ženevy.

## Zajímavosti v okolí
- Bois de Vincennes